# Txurdinaga

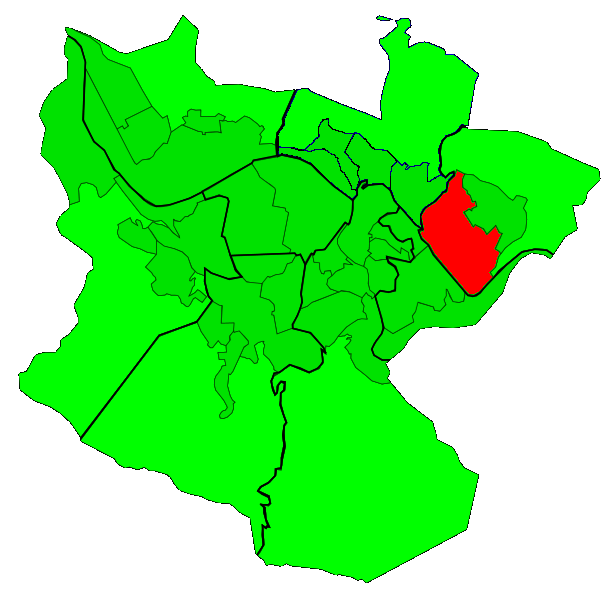
Ubicació de Txurdinaga

Txurdinaga és un barri del districte bilbaí d'Otxarkoaga-Txurdinaga. Té una superfície de 109,69 hectàrees i una població de 17.976 habitants (2008). Limita al nord amb Otxarkoaga, a l'oest amb el districte d'Uribarri, i al sud amb el districte de Begoña i a l'est amb Etxebarri.

## Història

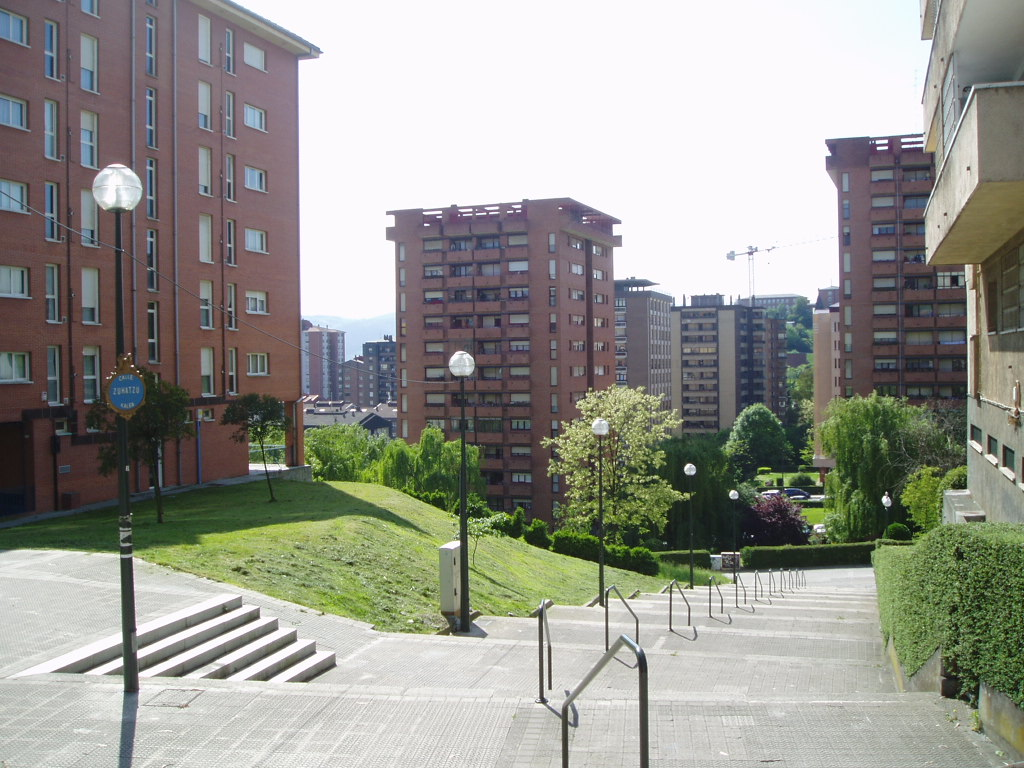
Passeig de vianants al barri de Txurdinaga.

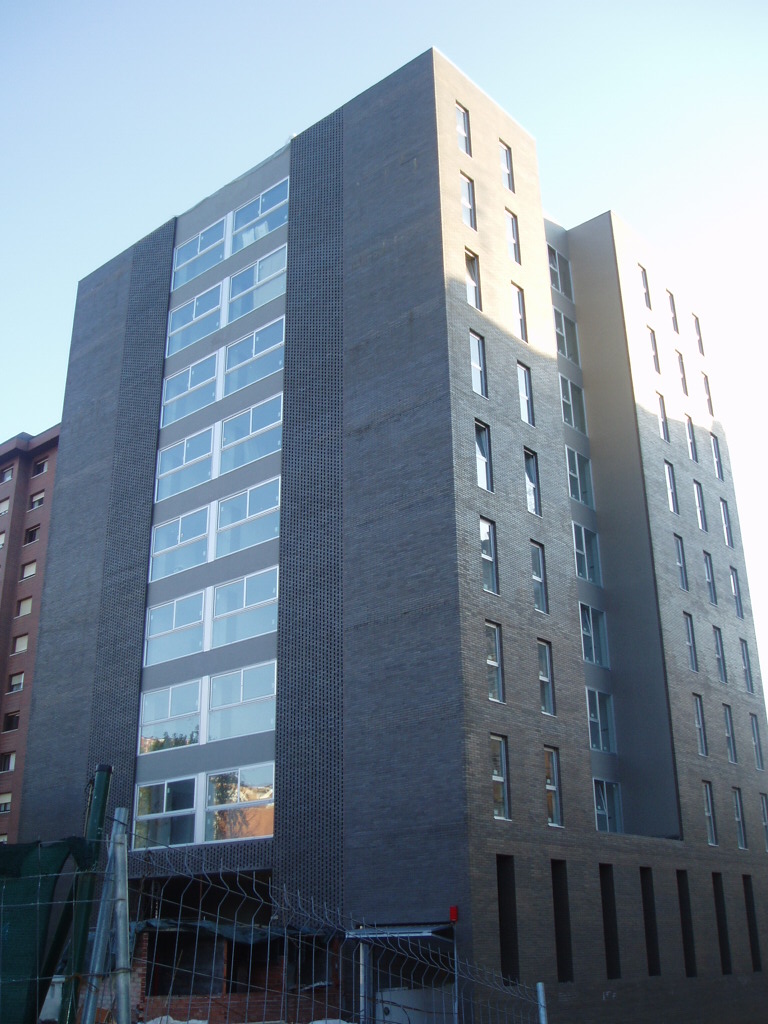
Bloc d'habitatges a l'avinguda Jesús de Galíndez premiat pel Col·legi Oficial d'Arquitectes Basc Navarrès.

A inicis de la dècada dels 70 es va començar a construir a l'àrea rural compresa entre els barris d'Otxarkoaga i Santutxu. Es va tendir principalment a la construcció en alçada, el que fet i fet ha permès al barri dotar-se d'importants zones verdes i d'esplai. En els anys 90 es va completar la construcció del barri amb edificacions de menor alçada. En alguns casos, a més, s'han tractat d'habitatges que diversos gremis han promogut en cooperativa.
Un dels principals fites de la urbanització de Txurdinaga ha estat l'obertura en 1988 del parc d'Europa, una de les principals zones verdes de Bilbao amb 107.000 m².
Recentment s'han realitzat diverses obres de condicionament de voreres, jardins i mobiliari públic, així com la construcció sobre els últims solars que queden lliures al barri. Principalment habitatges de venda lliure i algunes promocions d'habitatges de protecció oficial, així com una gran residència per a gent gran. Una d'aquestes promocions d'habitatges, el bloc ubicat al 14A de l'avinguda Jesús Galíndez, obra dels arquitectes Sandra Gorostiza i David Torres, va ser premiat pel Col·legi Oficial d'Arquitectes Basc Navarrès.

## Transport
Aquest barri està connectat amb la resta de la ciutat mitjançant el servei d'autobusos urbans de Bilbao (Bilbobus), interurbans (Bizkaibus), i els taxis, així com en un futur a través del metro.

### Línies d'autobús
| Línea  | Recorrido                                 | Frecuencia (minutos)        |
| ------ | ----------------------------------------- | --------------------------- |
| 03     | Plaza Circular - Otxarkoaga               | 10´                         |
| 13     | San Ignazio - Txurdinaga                  | 12´                         |
| 30     | Txurdinaga - Miribilla                    | 15´                         |
| 34     | Otxarkoaga - Santutxu                     | 30´                         |
| 38     | Otxarkoaga - Termibús                     | 15´                         |
| 43     | Garaizar - Santutxu                       | 30´                         |
| G2     | Otxarkoaga - Plaza Circular               | 30´                         |
| A-3631 | Bilbao - Galdakao - Larrabetzu per Begoña | 20´ / 60´ (fins Larrabetzu) |
| A-2321 | Santutxu - UPV per autopista              | 30´ / 60´                   |
| A-2610 | Galdakao - UPV                            | 60´                         |
| A-2611 | Ugao - Basauri - Etxebarri - UPV          | 6:55 7:55 8:55 13:55 18:55  |

### Metro
Està previst que en 2013 entri en servei la nova Línia 3 del metro de Bilbao, que comptarà amb una estació al barri, sota els jardins de Garay. L'estació comptarà amb dos canons d'accés a través dels jardins de Mrs Leah Manning i l'avinguda Gabriel Aresti, així com mitjançant un ascensor en aquesta mateixa via. Aquesta nova infraestructura permetrà als veïns de Txurdinaga arribar en menys de 8 minuts al centre de Bilbao. En l'actualitat, l'entrada al metro més propera és la del carrer Zabalbide, que correspon a l'estació de Santutxu i al tronc comú de les línies 1 i 2 del Metro de Bilbao.

## Personatges il·lustres
- Urtzi Urrutikoetxea (1977): periodista i escriptor.
- Urko Vera: Futbolista de l'Athletic Club de Bilbao.